# Стюарт: Прошлая жизнь
«Стюарт: Прошлая жизнь», а так же «Жизнь задом наперед» (англ. Stuart: A Life Backwards) — телефильм режиссёра Дэвида Эттвуда, вышедший на экраны в 2007 году. Фильм-биография, снятый по книге Stuart: A Life Backwards, которую написал Александр Мастерс о своём друге — Стюарте Клайве Шортере, который в разное время был тюремным заключённым и профессиональным преступником.

## Сюжет
Фильм начинается со взрослой жизни Стюарта и описывает его жизнь в обратном направлении, чтобы показать, как общество сделало из «доброго и заботливого мальчика» наркомана и инвалида. Стюарт страдал наследственной формой мышечной дистрофии, что привело к инвалидности. Стюарт Шортер был ключевой фигурой в кампании по освобождению Руфи Вайнер и Джона Брока, создателей центра помощи бездомным. Том Харди называл этот фильм своей лучшей работой в кино, вехой своего творчества, после которой он снимается в кино только для удовольствия.

## Награды
| Год  | Награда                                   | Категория                | Результат             |
| ---- | ----------------------------------------- | ------------------------ | --------------------- |
| 2008 | BAFTA Film Awards                         | Лучший актёр (Том Харди) | Номинация             |
| 2008 | Royal Television Society Programme Awards | Best Single Drama        | Победа                |
| 2008 | Banff Television Festival                 | Лучшая драма             | Специальный приз жюри |
| 2008 | Banff Television Festival                 | Лучший телефиль          | Победа                |

## В ролях
- Том Харди — Стюарт Шортер
- Бенедикт Камбербэтч — Александр Мастерс
- Никола Даффет — Джудит
- Клер-Луис Кордуэлл — Карен
- Кэндис Нергаард — Софи